# امریکاز گات تلنت (فصل پانزدهم)
پانزدهمین فصل از امریکاز گات تلنت (به انگلیسی: America's Got Talent)، مسابقهٔ نمایش استعدادیابی آمریکایی که در تاریخ ۲۶ مه ۲۰۲۰ تا ۲۳ سپتامبر ۲۰۲۰ از ان‌بی‌سی با پخش در ایالات متحده آغاز شد. در ادامهٔ فصل قبل، جولیان هاف و گبریل یونیون از برنامه کنار گذاشته شدند. هایدی کلوم،به نقش خود به عنوان داور بازگشت، در کنار او سوفیا ورگارا جایگزین دیگر داور شد. این فصل و چندین برنامهٔ تلویزیونی دیگر به علّت این که تولید آنان تحت تأثیر دنیاگیری کروناویروس در سال ۲۰۲۱ قرار گرفته‌است، مورد توجه قرار گرفتند. این دنیاگیری بخش نخستین مسابقه را تحت تأثیر قرار داد. در قسمت‌هایی که پخش زنده داشتند، تماشاچیان به شکل مجازی حضور یافتند. از دیگر تغییرات این فصل نبود داوران مهمان در بخش جاج کاتز بود. در حین پخش این فصل سایمون کاول،دچار حادثه شد (سوار بر دوچرخه با ماشین تصادف کرد و پشت او آسیب دید) و باقی فصل را حضور نداشت. کلی کلارکسون و کینان تامسون هر کدام در یک قسمت جایگزین او شدند، امّا باقی قسمت‌ها با همان سه داور اصلی ادامه پیدا کرد.
در انتها، برندن لیک، شاعر، مقام نخست را به دست آورد. گروه خوانندگی دو نفره بروکن روتز دوم شد و کریستینا ری خوانندهٔ دیگر سوم شد.

## بررسی اجمالی فصل
بخش نخست این مسابقه با این که سازندگان آن درگیر یافتن داورهای جدید بودند، در اواخر سال ۲۰۱۹ برگزار شد. 
پس از فصل قبل، جولیان هاف و گبریل یونیون از این برنامه کنار گذاشته شدند، و جستجوی برای تعویض آن‌ها سرانجام به آن جا رسید که تهیه‌کنندگان در ۲۷ فوریه ۲۰۲۰ اعلام کردند که هایدی کلوم به امریکاز گات تلنت بازمی‌گردد و در کنار سوفیا ورگارا داوران جدید خواهند بود.
مضافاتولید این فصل به‌شدّت تحت تأثیر دنیاگیری کروناویروس که قبلاً بر روی فیلم‌برداری تلویزیون و فیلم در سراسر جهان تأثیر داشت، قرار گرفت.
در طول فیلم‌برداری، هایدی کلوم بیمار شد، که باعث شد اریک استون استریت در یک قسمت جایگزین او شود. زمانی که ایالات متحده محدودیت‌های مبارزه با گسترش ویروس کرونا را شدیدتر کرد، این برنامه ابتدا به سمت فیلم‌برداری بدون تماشاچی رفت، امّا درنهایت تولید آن متوقّف شد.
آزمون از شرکت‌کنندگان از طریق تماس اینترنتی ادامه یافت. تا این که در ۲۷ آوریل، تولیدکنندگان تصمیم گرفتند که این فصل همان‌طور که برنامه‌ریزی شده بود و در تاریخ ۲۶ ماه مه پخش شود، امّا صحبت‌ها برای این که قسمت‌ها به چه شکل پخش شوند ادامه دارد.
      برنده |       مقام دوم |       مقام سوم |       فینالیست |       نیمه نهایی
      یک‌چهارم نهایی |  وایلدکارد مرحلهٔ نیمه نهایی |  وایلدکارد مرحلهٔ نیمه نهایی
 زنگ طلایی - مرحلهٔ آغازین |  زنگ طلایی - انتخاب داوران
| Participant                | سن(ها) 1 | سبک               | اجرا                         | اهل                 | یک‌چهارم نهایی | نتیجه      |
| -------------------------- | -------- | ----------------- | ---------------------------- | ------------------- | ------------- | ---------- |
| آلن سیلوا                  | ۳۸       | آکروبات           | بندبازی                      | لاس وگاس            | ۳             | 5 نفر برتر |
| الکس هوپر                  | ۳۵       | کمدی              | استندآپ کمدی                 | بالتیمور            | ۴             | حذف        |
| الکسیس براونلی             | ۹        | حیوانات           | اجرای ترفندهای سگ‌ها          | وستون، فلوریدا      | ۲             | حذف        |
| انی جونز                   | ۱۲       | خوانندگی          | خواننده                      | ویکتوریا، استرالیا  | ۳             | حذف        |
| آرچی ویلیامز               | ۵۹       | خوانندگی          | خواننده                      | بتن‌روژ، لوئیزیانا   | ۱             | فینالیست   |
| Bبدسالسا                   | ۱۶، ۲۱   | رقص               | سالسای دونفره                | هند                 | ۲             | فینالیست   |
| بلو و آنالیز ناک           | ۵۱، ۲۳   | خطر               | اجرای جسورانهٔ دونفره         | نامعلوم             | ۱             | حذف        |
| خواهران بلو                | ۱۴–۲۲    | آکروبات           | آکروبات‌بازی سه‌نفره           | ایتالیا             | ۴             | فینالیست   |
| بناوگا                     | ۳۱       | خوانندگی          | خواننده                      | تولیدو، اوهایو      | ۲             | حذف        |
| بن بریکرز                  | ۲۲–۲۴    | رقص               | گروه رقص فیزیک بدنی          | کوناکری             | ۳             | حذف        |
| برندن لیک                  | ۲۷       | متفرقه            | شاعر کلام منظوم              | استوکتون، کالیفرنیا | ۴             | برنده      |
| برت لاودرمیلک              | ۳۱       | خطر               | بلعندهٔ شمشیر                 | کارولینای شمالی     | ۱             | نیمه‌نهایی  |
| بروکن روتز 2               | ۳۸، ۴۴   | خوانندگی / موسیقی | گروه گیتار و خواندگی دو نفره | شیکاگو              | ۴             | دوم        |
| سی.ای. وایلدکتز            | ۱۳–۲۹    | رقص               | گروه چیرلیدینگ               | دالاس               | ۴             | حذف        |
| سلینا گریوز                | ۳۰       | خوانندگی          | خواننده                      | سن دیگو             | ۴             | نیمه‌نهایی  |
| کریستا ری                  | ۳۰       | خوانندگی          | خواننده                      | نشویل، تنسی         | ۳             | سوم        |
| دنس تاون فمیلی             | ۸–۳۵     | رقص               | گروه رقص                     | میامی               | ۳             | نیمه‌نهایی  |
| دنلیا تولشوا               | ۱۴       | خوانندگی          | خواننده                      | آلماتی              | ۲             | فینالیست   |
| دیواز اند درامرز آو کمپتون | ۳–۲۰     | رقص/ موسیقی       | گروه رقص و پرکاشن            | لس آنجلس            | ۴             | حذف        |
| دابل دراگون                | ۳۲       | خوانندگی          | گروه خوانندگی دو نفره        | سان فرانسیسکو       | ۱             | نیمه نهایی |
| فنگ ای                     | ۱۳       | موسیقی            | نوازندهٔ یوکلله               | تایپه               | ۱             | حذف        |
| فرنچیبیبی                  | ۲۵       | رقص               | رقص حرکات بدن                | نامعلوم             | ۱             | حذف        |
| جاناتان گودین              | ۴۰       | خطر               | حرکات جسورانه                | پمبروکشر            | ۲             | نیمه نهایی |
| کمرون راس                  | ۳۰       | خوانندگی          | خواننده                      | دالاس               | ۲             | حذف        |
| کلوین دوکس                 | ۱۴       | خوانندگی          | خواننده                      | بورتونسویل، مریلند  | ۲             | حذف        |
| کنادی دادز                 | ۱۵       | خوانندگی / موسیقی | خواننده و نوازنده            | سالت‌لیک‌سیتی         | ۴             | فینالیست   |
| شرکت تئاتر لایوویو         | ۳۲–۳۵    | متفرقه            | خیمه شب بازی                 | بخارست              | ۴             | حذف        |
| ملیک دپ                    | ۲۷       | موسیقی            | درامر                        | واشینگتن، دی.سی.    | ۳             | نیمه نهایی |
| مکس میجر                   | ۳۳       | شعبده بازی        | شعبده باز                    | لاس وگاس            | ۳             | نیمه نهایی |
| مایکل یو                   | ۴۵       | کمدی              | استند آپ کمدی                | هیوستون             | ۱             | حذف        |
| نوا اپس                    | ۱۲       | رقص               | رقصنده                       | ویرجینیا            | ۴             | حذف        |
| نلان نیل                   | ۳۹       | خوانندگی/ موسیقی  | خواننده و گیتاریست           | نشویل، تنسی         | ۳             | حذف        |
| پرک چاپ رویو               | ۹، ۶۸    | حیوانات           | نمایش ترفندهای خوک           | میامی               | ۱             | حذف        |
| ریسوند                     | ۲۶–۳۰    | خوانندگی          | گروه سه نفرهٔ هارمونی         | نامعلوم             | ۴             | حذف        |
| بارتا باتالیا              | ۱۱       | خوانندگی          | خواننده                      | تورنتو              | ۱             | 5 نفر برتر |
| شکیرا مک‌گراث               | ۲۶       | خوانندگی          | خواننده                      | کنساو، جورجیا       | ۱             | نیمه نهایی |
| شلدن رایلی                 | ۲۱       | خوانندگی          | خواننده                      | سیدنی               | ۳             | حذف        |
| سیمون و ماریا              | ۱۲، ۱۰   | رقص               | سالسای دونفره                | کلمبیا              | ۱             | حذف        |
| برادران اسپیروز            | ۲۳، ۲۵   | متفرقه            | دیابلوی دو نفره              | نیویورک             | ۲             | نیمه نهایی |
| شیپ                        | ۱۵–۱۹    | رقص               | گروه رقص                     | آلهامبرا، کالیفرنیا | ۲             | Eliminated |
| تامس دی                    | ۱۷       | خوانندگی          | خواننده                      | برنت وود، کالیفرنیا | 3             | نیمه نهایی |
| اسامه صدیقی                | ۲۹       | کمدی              | استند آپ کمدی                | نیویورک             | ۳             | حذف        |
| وینسنت مارکوس              | ۳۰       | کمدی              | تقلید صدا                    | لس آنجلس            | ۲             | Eliminated |
| گروه کر صدای شهر ما        | ۲۱–۸۰    | خوانندگی          | گروه کر                      | سن دیگو , کالیفرنیا | ۲             | نیمه نهایی |
| وافل کرو                   | ۲۳–۲۶    | رقص               | گروه رقص                     | نیویورک             | ۳             | نیمه نهایی |

- ^۱  سن شرکت کننده‌ها بر اساس آخرین اجراهای آن‌هاست.
- ^۲  این گروه در ابتدا حذف شد امّا پس از آن که یکی از شرکت‌کنندگان از ادامه استفا داد به مسابقه برگردانده شد.[۱۴][۱۵]
- ^۳  این شرکت‌کننده به علت بیماری از مسابقه کناره‌گیری کرد ولی سپس در مرحلهٔ نیمه نهایی با تأیید تهیه‌کنندگان به مسابقه بازگشت.[۱۶][۱۷]

## قسمت‌ها
| شماره | عنوان                       | تاریخ پخش     | رتبه‌بندی (۱۸–۴۹) | بینندگان (میلیون) | DVR (۱۸–۴۹) | بینندگان DVR (میلیون) | مجموع (۱۸–۴۹) | مجموع بینندگان (میلیون) | منابع  |
| ----- | --------------------------- | ------------- | ---------------- | ----------------- | ----------- | --------------------- | ------------- | ----------------------- | ------ |
| 1     | «آزمون ۱»                   | ۲۶ مه ۲۰۲۰    | ۱٫۵              | ۹٫۸۸              | ۰٫۴         | ۲٫۱۱                  | ۱٫۹           | ۱۱٫۹۸                   | [ ۱۸ ] |
| 2     | «آزمون ۲»                   | ۲ ژوئن ۲۰۲۰   | ۱٫۳              | ۸٫۷۵              | ۰٫۴         | ۲٫۱۲                  | ۱٫۷           | ۱۰٫۸۷                   | [ ۱۹ ] |
| 3     | «آزمون ۳»                   | ۹ ژوئن ۲۰۲۰   | ۱٫۳              | ۸٫۶۳              | ۰٫۳         | ۱٫۸۵                  | ۱٫۷           | ۱۰٫۴۸                   | [ ۲۰ ] |
| 4     | «آزمون ۴»                   | ۱۶ ژوئن ۲۰۲۰  | ۱٫۳              | ۸٫۵۷              | TBD         | TBD                   | TBD           | TBD                     | [ ۲۱ ] |
| 5     | «آزمون ۵»                   | ۲۳ ژوئن ۲۰۲۰  | ۱٫۳              | ۸٫۷۲              | TBD         | TBD                   | TBD           | TBD                     | [ ۲۲ ] |
| 6     | «آزمون ۶»                   | ۳۰ ژوئن ۲۰۲۰  | TBD              | TBD               | TBD         | TBD                   | TBD           | TBD                     | [ ۲۳ ] |
| 7     | «آزمون ۷»                   | ۱۴ ژوئیه ۲۰۲۰ | TBD              | TBD               | TBD         | TBD                   | TBD           | TBD                     | [ ۲۴ ] |
| 8     | «ای‌جی‌تی: بهترین‌های آزمون‌ها» | ۲۱ ژوئیه ۲۰۲۰ | TBD              | TBD               | TBD         | TBD                   | TBD           | TBD                     | [ ۲۵ ] |